# Cheiridopsis pilosula
Cheiridopsis pilosula är en isörtsväxtart som beskrevs av L. Bol. Cheiridopsis pilosula ingår i släktet Cheiridopsis och familjen isörtsväxter. Inga underarter finns listade i Catalogue of Life.